# Мочалов, Павел Степанович
Па́вел Степа́нович Моча́лов (3 [15] ноября 1800, Москва — 16 [28] марта 1848, там же) — один из величайших русских актёров эпохи романтизма. Служил в московском Малом театре.

## Биография
Родился 3 (15) ноября 1800  года в Москве, в семье актёров — Степана Фёдоровича (1775—1823) и Авдотьи Ивановны Мочаловых, которые были крепостными помещика Н. Н. Демидова и играли в его домашнем театре. В 1803 году они были отданы в труппу московского Петровского театра М. Медокса. В 1806 году вместе со всем Петровским театром вошли в московскую труппу императорских театров и всей семьёй получили вольную.
Двое их детей тоже стали артистами: Мария Степановна (по мужу — Франциева, 1799—1862) и Павел Степанович. Павел обладал редкой памятью: с раннего детства повторял за матерью длинные строчки из Евангелия. П. Мочалов учился в одном из лучших пансионов Москвы — пансионе Терликовых, где получил хорошее образование; знал французский. По воспоминаниям его дочери Е. Шумиловой-Мочаловой, отец некоторое время учился в Московском университете, однако, в списках среди обучавшихся в это время в университете фамилии Мочалов не найдено.
4 сентября 1817 года Мочалов впервые появился на сцене в роли Полиника (пьеса В. А. Озерова «Эдип в Афинах») и 11 сентября в роли Эгиста (пьеса «Меропа») — на сцене казённого Театра на Моховой; помещения нынешних Малого и Большого театров открылись лишь 14 октября 1824 года и 18 января 1825 года, соответственно. В спектакле также участвовали его сестра и отец, который был в это время известным артистом. Достоверных сведений о дебюте не сохранилось, однако в истории изучения деятельности артиста существует мнение, что спектакль прошел с большим успехом. Поводом к этому стали воспоминания С. Т. Аксакова, который видел домашнюю репетицию «Эдипа в Афинах». Тем не менее первая развернутая статья о Мочалове появляется только в 1823 г.

Во вторник 4 сентября представлена будет: «Эдип в Афинах», трагедия в 5 действиях, в стихах, с хорами, сочинения г. Озерова, в коей роль Полиника будет дебютировать в первый раз г. П. Мочалов, сын актера г. Мочалова.
В 1820-е годы основой репертуара начали становиться водевиль и мещанская драма, в которых Мочалову тоже приходится играть. Однако не это привлекло зрителей и критиков к творчеству артиста. В это время Мочалов исполняет роль Жоржа де Жермани в пьесе Дюканжа и Дино «Тридцать лет, или Жизнь игрока» (1829), а также впервые для себя исполняет роль Гамлета (подражание Шекспиру С. И. Висковатова) в 1827 году. Обе роли важны тем, что Мочалов раскрывает в них главные для себя темы бунта, сильной романтической личности. Особенно это проявляется в роли Жоржа де Жермини, трагедии человека, погруженного в свои страсти, для которого игра становится смыслом жизни.

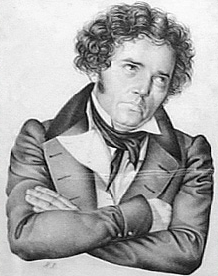
П. С. Мочалов в роли барона Мейнау

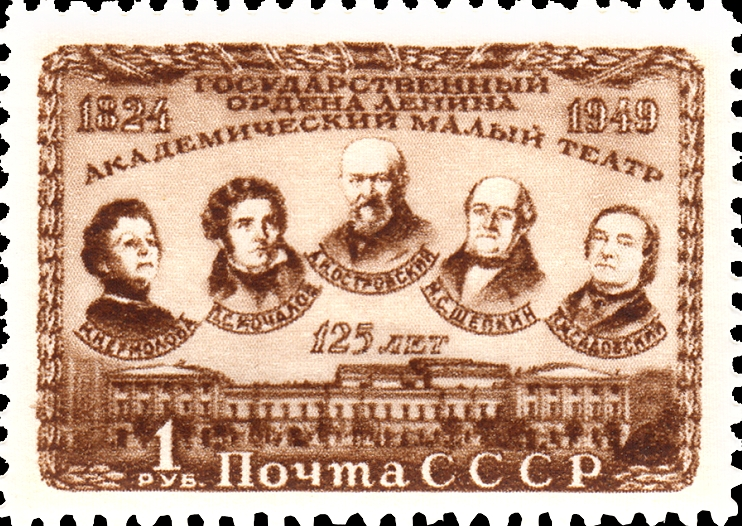
Драматург А. Н. Островский (1823—1886), актеры М. Н. Ермолова (1853—1928), П. С. Мочалов (1800—1848), М. С. Щепкин (1788—1863) и П. М. Садовский (1818—1872). Почтовая марка СССР 1949 г.

В 1830-е годы проявилась способность артиста превращать обычную мелодраму в трагедию личности. Ярким примером может послужить образ Мейнау в пьесе Коцебу «Ненависть к людям и раскаяние» (1832), в которой мещанская драма превращалась в борьбу человека с миром. Вершиной творчества артиста становится «Гамлет» в переводе Н. А. Полевого, перевод, который считается романтическим, значительно помог артисту в выражении идеи мятущегося духа Гамлета-Мочалова. Об этом спектакле написано множество статей, необходимо только сказать, что Гамлет в исполнении Мочалова был современником сидящих в зале людей.
Возвращаясь в 1848 году из гастролей в Воронеже, артист простудился — его карета провалилась под лёд. В дороге артист много пил и закусывал водку снегом. Приехав в Москву, через несколько дней, 16 (28) марта 1848 года, скончался. Провожать Мочалова в последний путь собралось несколько тысяч человек. Купцы закрыли свои лавки на той улице, по которой проходила траурная карета, и присоединились к процессии. Похоронен на Ваганьковском кладбище (9 уч.).

## Особенности творчества
Павел Мочалов отличался неповторимым стилем игры, который отмечали все его современники. Так, например, главной его особенностью были неожиданные эмоциональные переходы артиста из одного душевного состояния в другое. По этому принципу неожиданностей и строятся роли артиста (Гамлет, Жермани и др.). Не обладая яркой театральной внешностью (средний рост, сутуловатые широкие плечи, но красивое лицо и выразительные глаза), Мочалов, однако, создавал на сцене образы, которые потрясали зрителя своей силой и динамичностью. Белинский вспоминал о том, что забывал, как его зовут во время спектаклей с Мочаловым. Ещё одной особенностью актера являются «мочаловские минуты» — кульминации артистического вдохновения. Дело в том, что Мочалов практически никогда не вел роль ровно (за исключением, пожалуй, роли Мейнау и Жоржа де Жермани), чаще всего «из рук вон плохо», но в ходе действия он вдруг произносил две-три фразы, которые поражали зрителя и срывали гром аплодисментов. Зрители приходили на спектакль ради этих «минут».
Имя Мочалова стало легендарным ещё при жизни. После ясной логики классицизма, который царил в русском театре начала XIX в., романтик Мочалов казался загадкой. Первые шаги актера были отмечены решительным несогласием с утвердившимися традициями: выступая в трагедиях Озерова («Эдип в Афинах» — Полиник, «Фингал» — заглавная роль), он не заботился о соблюдении эстетического канона, но искал свободы выражения чувства. Идею свободного художника воплотил он в образе актера Кина («Кин, или Гений и беспутство» Дюма-отца). Душевную борьбу передал в одержимом манией игры Жорже де Жермани («Тридцать лет, или Жизнь игрока» Дюканжа). Черты «почти байроновской меланхолии» увидел в обманутом муже бароне Мейнау («Ненависть к людям и раскаяние» Коцебу). В его Фердинанде («Коварство и любовь» Шиллера) внешне было что-то от русского армейского поручика. Актер показывал не драму германского юноши, а социальный протест против тирании. Романтизм Мочалова открыл русской сцене трагедии Шекспира. Шекспировские герои в исполнении русского актера выглядели современными людьми, озабоченными восстановлением нарушенной справедливости. Таким явился совсем не величественный, но глубоко уязвленный крахом миропорядка король Лир. В «Отелло» Мочалов говорил о трагическом крушении веры в человека. Его Гамлет через сомнения и борьбу с самим собой приходил к мысли о необходимости уничтожения зла и насилия. Образ Гамлета в исполнении Мочалова звучал революционно. Мочалов настойчиво добивался возможности сыграть роль Арбенина в «Маскараде» Лермонтова, но цензура не разрешила постановку. Актер создал образ Чацкого в первой постановке «Горе от ума» в Москве в 1831 г. В его игре была раскрыта трагичность судьбы мыслящего человека в условиях крепостнической России.

## Критика о П. Мочалове
П. Мочалов стал символом новой романтической эпохи в истории русского театра. Быстро освободившись от влияния классицизма, он создал на сцене новые образы, исполненные в стиле романтизма. Главной чертой артиста являлась непредсказуемость в игре, подчинение вдохновению и предельная экзальтированность образа. Столь необычный способ создания ролей привлёк к себе внимание ведущих критиков того времени, в частности, В. Белинского, который написал об актёре не одну статью. Самой известной из них стала «„Гамлет“ Драма Шекспира. Мочалов в роли Гамлета», в которой критик тщательно исследует природу творчества артиста. Статья построена на описании девяти показов «Гамлета». Второй известной статьей стала «И мое мнение об игре господина Каратыгина», в которой В. Белинский продолжил полемику об этих двух артистах и выступил на стороне П. Мочалова. Правда, с переездом в Петербург критик изменил своё отношение к В. Каратыгину, перейдя на его сторону.
Многочисленные статьи и воспоминания об артисте оставили близкие друзья Павла Мочалова С. Аксакова и Н. Беклемишева.
В книге «Высокое искусство» Корней Чуковский приводит два типа переводчиков, сравнивая их работу с игрой Мочалова и игрой Щепкина:

Есть переводчики Мочаловы и переводчики Щепкины. Мочаловы работают неровно, порывисто: наряду с очень высокими взлетами у них бывают глубочайшие падения. И тогда они, вместо того чтобы петь, несвязно и невнятно бормочут. Если бы этих слепо-вдохновенных Мочаловых не обуздывали на каждом шагу режиссёры-редакторы, их переводы изобиловали бы чудовищными искажениями текста. К счастью, в нашей литературе преобладает сейчас тип переводчика Щепкина: осторожного и опытного мастера, полного хозяина своих поэтических сил".

## Репертуар
Список ролей составлен по книге Ю. А. Дмитриева «Мочалов актер-романтик», даты премьер исправлены по книге М. Н. Ласкиной «Мочалов: Летопись жизни и творчества». Список является неполным. По данным М. Н. Ласкиной актёр сыграл более 250 ролей.
- Полиник — «Эдип в Афинах», автор В. А. Озеров, 1817
- Сеид — «Фанатизм, или Пророк Магомет», автор Вольтер, 1818
- Танкред — «Танкред», автор Вольтер, 1818
- Кассио — «Отелло», автор B. Шекспир, пер. И. А. Вельяминов, 1818
- Ксури — «Попугай», автор A. Коцебу, 1818
- Эраст — «Лиза, или Следствие гордости и обольщения», автор В. М. Федоров, 1819
- Альнаскаров — «Воздушные замки», автор Н. И. Хмельницкий, 1819
- Арзас — «Семирамида», автор Вольтер, 1819
- Генрих — «Молодость Генриха IV», автор А. Дюваль, 1819
- Димитрий — «Димитрий Донской», автор B. А. Озеров, 1819
- Адольф «Адольф и Клара», автор Марсолье, 1820
- Князь Радугин — «Пустодомы», автор А. А. Шаховской, 1820
- Рославлев — «Добрый малый», автор М. Н. Загоскин, 1820
- Фриц — «Сын любви», автор A. Коцебуб, 1821
- Флорестан — «Элеонора, или Севильская темница», 1821
- Орест — «Электра и Орест», автор A. Грузинцев, 1821
- Оросман — «Заира», автор Вольтер, 1821
- Ролла — «Испанцы в Перу, или Смерть Роллы», автор A. Коцебу, 1821
- Ломоносов — «Ломоносов, или Рекрут-стихотворец», А. А. Шаховской, 1821
- Эдуард — «Эдуард в Шотландии, или Ночь изгнанника», автор A. Коцебу, 1822
- Фердинанд — «Коварство и любовь», автор Ф. Шиллер, 1822
- Фердинанд — «Король и пастух», пер. А. А. Шаховского, 1822
- Юлий — «Железная маска», перевод-переделка Н. Краснопольского, 1822
- Фингал — «Фингал», автор В. А. Озеров, 1822
- Бела IV — «Нашествие Батыя на Венгрию, или Король Бела IV», автор А. И. Шеллер, 1822
- Князь — «Роман на один час, или Чудный заклад» Пер. с франц. Ф. Ф. Кокошкина, 1823
- Отелло — «Отелло» Шекспир, пер. И. А. Вельяминова, 1823
- Лукавин — «Лукавин», автор А. И. Писарев, 1823
- Лидин — «Поездка в Кронштадт», A. И. Писарев, 1823
- Прямиков — «Ябеда», автор В. В. Капнист, 1823.
- Роберт — «Разбойники, или Роберт — атаман разбойников» Ф. Ф. Иванов, по трагедии Шиллера «Разбойники», 1823
- Ренальд — «Лилия Нарбонская, или Обет рыцаря», А. А. Шаховской, 1823
- Шекспир — «Влюбленный Шекспир» A. Дюваль, 1823
- Эдгард — «Леар» В. Шекспир, пер. Н. И. Гнедича, 1823
- Отелло — «Отелло» В. Шекспир, пер. И. И. Панаева, 1823
- Стрельский-старший — «Два брата», Пер. Д. Н. Баркова, 1824
- Шлейнсгейм (Эрлау) — «Генерал Шлейнсгейм», автор Г. Шпис, 1824
- Славин — «Воспитание, или Вот приданое», Ф. Ф. Кокошкин, 1824
- Зарницкий (Мезецкий) — «Не любо, не слушай, а лгать не мешай», автор А. А. Шаховской, 1824
- Людовик — «Серебряная свадьба», автор А. Коцебу, 1825
- Чтец (Гений России) — «Торжество муз», М. А. Дмитриев, 1825
- Пламенов — «Писатели между собой», автор B. И. Головин, 1826
- Аристофан — «Аристофан, или Первое представление комедии „Всадники“» А. А. Шаховской, 1826
- Неизвестный — «Батюшкины дочки, или Нашла коса на камень», автор А. А. Шаховской, 1827
- Князь — «Урок женатым» A. А. Шаховской, 1827
- Ромео — «Ромео и Юлия», М. Н. Катков по Шекспир, 1827, 1841
- Неджиль — «Судьба Неджиля, или Все беды для несчастного», А. А. Шаховской, 1827
- Керим-Гирей — «Керим-Гирей, крымский хан», автор А. А. Шаховской, по поэме A. С. Пушкина «Бахчисарайский фонтан», 1827
- Гамлет — «Гамлет» Шекспир, пер. С. И. Висковатова, 1827
- Фингал — «Фингал и Роксана», автор А. А. Шаховской, 1828
- Волков — «Федор Волков, или День рождения русского театра» А. А. Шаховской, 1828
- Жермани — «Тридцать лет, или Жизнь игрока» В. Дюканж, 1829
- Альмавива — «Севильский цирюльник», Бомарше, 1829
- Капсали — «День паденья Миссалонги», пер. Ф. Кокошкина, 1829
- Польдер — «Польдер — амстердамский палач» Пиксерекур и В. Дюканж, 1829
- Карл Моор — «Разбойники» Ф. Шиллер, 1829
- Дон Карлос — «Дон Карлос», Ф. Шиллер, 1830
- Клеант — «Скупой» Мольер, пер. С. Т. Аксакова, 1830
- Граф де Фаель — «Габриэль де Виржини» Де Белуа, 1830
- Рудольф — «Невеста разбойника» Кернер, 1830
- Яромир — «Прародительница», Ф. Грильпарцер, 1831
- Пабло — «Пабло, или Садовник из Венеции» Дюминг и Сент-Аллен, 1831
- Эрик XIV — «Иоанн, герцог Финляндский» Вейсентурн, 1831
- Юрий Милославский — «Юрий Милославский» А. А. Шаховской, по одноименному роману М. Н Загоскина, 1831
- Чацкий — «Горе от ума» А. С. Грибоедов, 1831
- Мейнау — «Ненависть к людям и раскаяние», автор А. Коцебу, 1832
- Алеко — «Цыганы» A. С. Пушкин, 1832
- Нейвиль (также играл роль Рене) — «Екатерина Медицис в Сен-Брисском замке в 1756 году» Ансело, 1832, 1844
- Вадим — «Вадим, или Пробуждение двенадцати спящих дев», опера А. Верстовского, 1832
- Иоанн Фауст — «Иоанн Фауст, или Чернокнижник» Клингельман, 1832
- Тассо — «Торквато Тассо», автор Н. В. Кукольник, 1833
- Генрих IV — «Одно утро из жизни Генриха IV», А. Пикар, 1833
- Роман Бобер — «Двумужница, или Зачем пойдешь, то и найдешь», автор А. А. Шаховской, 1833
- Горчаков — «Смольяне», автор А. А. Шаховской, 1834
- Пожарский — «Рука всевышнего отечество спасла», автор Н. В. Кукольник, 1834
- Ляпунов — «Князь Михаил Васильевич Скопин-Шуйский», автор Н. В. Кукольник, 1835
- Мортимер — «Мария Стюарт» Шиллер, 1835
- Роберт Дудлей, граф Лейчестерский — «Мария Стюарт», автор Ф. Шиллер, 1835
- Эдип — «Эдип в Афинах», автор В. А. Озеров, 1836
- Гамлет — «Гамлет» В. Шекспир, пер. Н. А. Полевого, 1837
- Арвед Дюбрель — «Мальвина, или Урок богатым невестам», автор Д. Т. Ленский, 1837
- Кин — «Кин, или Гений и беспутство», автор А. Дюма (отец), 1837
- Ильменев — «Кузьма Рощин, рязанский разбойник», автор К. А. Бахтурин, 1837
- Ролла — «Ролла во Флоренции» К. Лафон, 1838
- Нино — «Уголино», автор Н. А. Полевой, 1838
- Лир — «Король Лир» Шекспира, пер. Я. Г. Брянского, 1839
- Иголкин — «Иголкин, купец новгородский», автор Н. А. Полевой, 1839
- Бидерман — «Смерть или честь», автор Н. А. Полевой, 1839
- Иван Рябов — «Иван Рябов, рыбак архангелогородский», автор Н. В. Кукольник, 1839
- Пылаев — «Сцены в Москве в 1812 году», автор Н. И. Скобелев, 1839
- Клермон-Артур — «Жена артиста», автор Э. Скриб, 1839
- Ричард III — «Ричард III», автор B. Шекспир, 1839
- Лейфорт — «Дедушка русского флота», Н. А. Полевой, 1839
- Кремнев — «Кремнев — русский солдат», автор Н. И. Скобелев, 1839
- Генрих де Миньероль — «Луиза де Миньероль» Дино и Легуве, 1840
- Неизвестный — «Параша-сибирячка», автор Н. А. Полево,й 1840
- Пронский — «Боярское слово, или Ярославская кружевница», автор П. Г. Ободовский, 1841
- Мочалов — «Мочалов в провинции», автор Д. Т. Ленский, 1841
- Вахтанг — «Майко», автор Н. В. Беклемишев, 1841
- Ромео — «Ромео и Джульетта» Шекспир, пер. М. Н. Каткова, 1841
- Миллер — «Коварство и любовь», автор Ф. Шиллер, 1842
- Сордель — «Жизнь за жизнь», автор Н. В. Беклемишев, 1842
- Доверстон — «Отец и дочь», пер. П. Г. Ободовского, 1842
- Стефан Фостер — «Братья-купцы», автор П. Г. Ободовский, 1843
- Эверт-Горн — «Русская боярыня XVII столетия», автор П. Г. Ободовский, 1843
- Оболенский — «Елена Глинская», автор Н. А. Полевой, 1843
- Кратин — «Наука и женщина», автор В. Р. Зотов, 1843
- Вас. Ив. Шуйский — «Василий Иванович Шуйский», автор П. Г. Ободовский, 1843
- Франц Моор — «Разбойники», автор Шиллер, 1844
- Балтазар — «Мономан, или Помешанный». Пер. с франц. В. А. Каратыгина, 1844
- Басенок — «Боярин Федор Басенок», автор Н. В. Кукольник, 1844
- Жорж Мориц — «Графиня Клара д’Обервиль» Анисе-Буржуа и д'Эннери, 1846
- Джембулат — «Черкешенка», автор П. С. Мочалов, 1846